# Zhang Binbin
Zhang Binbin (23 de fevereiro de 1989) é uma atiradora esportiva chinesa, medalhista olímpica.

## Carreira

### Rio 2016
Zhang Binbin representou seu país nas Olimpíadas de 2016, na prova de Tiro nos Jogos Olímpicos de Verão de 2016 - Carabina em 3 posições 50 m feminino conquistando a medalha de prata.